# Oblida't de mi
Oblida't de mi (títol original en anglès, Eternal Sunshine of the Spotless Mind) és una pel·lícula estatunidenca de l'any 2004 dirigida pel director francès Michel Gondry. Entre el drama i la comèdia romàntica, també utilitza elements de ciència-ficció i neosurrealisme per explorar la naturalesa de la memòria i l'amor. Estrenada el 19 de març de 2004 als Estats Units, la pel·lícula va obtenir uns beneficis superiors als 70 milions de dòlars arreu del món. S'ha doblat i subtitulat al català.
El director Michel Gondry va treballar amb els guionistes Charlie Kaufman i Pierre Bismuth per escriure el guió de la pel·lícula, i tots tres van ser guardonats per escriure el millor guió original en la cerimònia dels Oscar de l'any 2005. Els protagonistes són les estrelles Jim Carrey i Kate Winslet juntament amb els actors consagrats Kirsten Dunst, Mark Ruffalo, Tom Wilkinson i Elijah Wood. El títol de la pel·lícula es va extreure del poema "Epístola d'Heloïsa a Abelard" d'Alexander Pope que parla sobre un romanç que acaba de forma tràgica.

## Argument
Tot i les seves personalitats radicalment oposades, Joel Barish (Jim Carrey) i Clementine Kruczynski (Kate Winslet) comencen una relació amorosa en el trajecte del Ferrocarril de Long Island a Montauk. Ell és emocionalment retret i ella un esperit lliure.
Després de dos anys junts i de diverses discussions, la Clementine decideix llogar els serveis de l'empresa Lacuna Inc. perquè li esborrin tots els records de la seva relació amorosa. En Joel descobreix sobtadament que la seva parella ja no el reconeix i ha oblidat tot el que havien passat junts. Ensorrat per aquest fet, decideix sotmetre's al mateix procediment. Això no obstant, durant el procés d'eliminació dels seus records sobre la Clementine, el seu inconscient es rebel·la perquè realment no vol oblidar els seus records. En la seva ment, en Joel reviu els seus records i intenta sabotejar el procés. Malgrat els seus esforços, la seva memòria es continua esborrant a poc a poc.
Paral·lelament al procés d'eliminació de la memòria d'en Joel, també es revela les relacions entre els empleats de Lacuna que el supervisen. La Mary (Kirsten Dunst) es lamenta d'haver tingut un affaire amb el Dr. Mierzwiak (Tom Wilkinson), cap de l'empresa Lacuna, i decideix esborrar els seus records després que la dona del doctor els descobrís.
En Joel i la Clementine es retroben un altre cop en el tren i comencen a recordar la seva antiga relació amorosa. Tot i la commoció inicial per no tenir uns records clars del seu passat envers l'altre, però sabent que va acabar malament, estan disposats a tornar-ho a intentar.

## Repartiment
| Intèrpret         | Personatge            |
| ----------------- | --------------------- |
| Jim Carrey        | Joel Barish           |
| Kate Winslet      | Clementine Kruczynski |
| Kirsten Dunst     | Mary Svevo            |
| Mark Ruffalo      | Stan Fink             |
| Elijah Wood       | Patrick               |
| Tom Wilkinson     | Dr. Howard Mierzwiak  |
| Jane Adams        | Carrie                |
| David Cross       | Rob                   |
| Deirdre O'Connell | Hollis                |
| Thomas Jay Ryan   | Frank                 |
| Ryan Whitney      | Joel Barish (jove)    |
| Paulie Litt       | Bully (jove)          |

## Banda sonora
La banda sonora fou composta pel música Jon Brion però també inclou cançons d'altres artistes. Un àlbum amb les cançons de la pel·lícula fou publicat per Hollywood Records el 16 de març de 2004.
1. "Theme" per Jon Brion – 2:24
2. "Mr. Blue Sky" per Electric Light Orchestra – 5:03
3. "Collecting Things" per Jon Brion – 1:13
4. "Light & Day" per The Polyphonic Spree – 3:03
5. "Bookstore" per Jon Brion – 0:52
6. "It's the Sun" (versió de KCRW Morning Becomes Eclectic) per The Polyphonic Spree – 5:33
7. "Wada Na Tod" per Lata Mangeshkar – 5:54
8. "Showtime" per Jon Brion – 0:55
9. "Everybody's Gotta Learn Sometimes" (The Korgis) cantada per Beck Hansen – 5:54
10. "Sidewalk Flight" per Jon Brion – 0:31
11. "Some Kinda Shuffle" per Don Nelson – 2:11
12. "Howard Makes It All Go Away" per Jon Brion – 0:14
13. "Something" per The Willowz – 2:23
14. "Postcard" per Jon Brion – 0:23
15. "I Wonder" per The Willowz – 2:56
16. "Peer Pressure" per Jon Brion – 1:12
17. "A Dream Upon Waking" per Jon Brion – 3:36
18. "Strings That Tie to You" per Jon Brion – 2:33
19. "Phone Call" per Jon Brion – 1:03
20. "Nola's Bounce" per Don Nelson – 1:56
21. "Down The Drain" per Jon Brion – 0:56
22. "Row" per Jon Brion – 1:00
23. "Drive In" per Jon Brion – 2:19
24. "Main Title" per Jon Brion – 1:23
25. "Spotless Mind" per Jon Brion – 1:12
26. "Elephant Parade" per Jon Brion – 0:28

## Premis
Michel Gondry, Charlie Kaufman i Pierre Bismuth van guanyar l'Oscar al millor guió original per la pel·lícula. La protagonista Kate Winstlet va estar nominada com a millor actriu, però va vèncer Hilary Swank a Million Dollar Baby.
| Premi                                      | Categoria                          | Resultat   | Notes                                          |
| ------------------------------------------ | ---------------------------------- | ---------- | ---------------------------------------------- |
| Oscar                                      | Millor guió original               | Guanyador  | Michel Gondry, Charlie Kaufman, Pierre Bismuth |
| Oscar                                      | Millor actriu                      | Candidata  | Kate Winslet                                   |
| Australian Film Institute                  | Millor pel·lícula estrangera       | Candidata  |                                                |
| BAFTA                                      | Millor edició                      | Guanyadora | Valdís Óskarsdóttir                            |
| BAFTA                                      | Millor guió original               | Guanyador  | Charlie Kaufman                                |
| BAFTA                                      | Millor pel·lícula                  | Candidata  |                                                |
| BAFTA                                      | Millor actor                       | Candidat   | Jim Carrey                                     |
| BAFTA                                      | Millor actriu                      | Candidata  | Kate Winslet                                   |
| BAFTA                                      | David Lean Award per direcció      | Candidat   | Michel Gondry                                  |
| César                                      | Millor pel·lícula estrangera       | Candidata  |                                                |
| Globus d'Or                                | Millor pel·lícula musical o còmica | Candidata  |                                                |
| Globus d'Or                                | Millor actor musical o còmic       | Candidat   | Jim Carrey                                     |
| Globus d'Or                                | Millor actriu musical o còmica     | Candidata  | Kate Winslet                                   |
| Globus d'Or                                | Millor guió                        | Candidat   | Charlie Kaufman                                |
| Grammy                                     | Millor àlbum de banda sonora       | Candidat   | Jon Brion                                      |
| Premi del Sindicat de Guionistes d'Amèrica | Millor guió original               | Guanyador  | Michel Gondry, Charlie Kaufman, Pierre Bismuth |